# Walter de Henley
Walter de Henley (en anglès: Walter of Henley) va ser un escriptor anglès del segle xiii, que va escriure en francès. La seva obra més coneguda es diu Le Dite de Hosebondrie, escrita vers el 1280. Aquesta obra tracta sobre la gestió agrícola d'un senyoriu. Fins a principis del segle xvi se'l tractava com una autoritat.

## Edicions de Hosebondrie
- Elizabeth Lamond, ed. et interpr., Walter of Henley's Husbandry, together with an anonymous Husbandry, Seneschaucie, and Robert Grosseteste's Rules. Londinii: Longmans, Green, 1890, en Anglonormand - Text
- D. Oschinsky, ed., Walter of Henley and other treatises on estate management and accounting. Oxonii: Clarendon Press, 1971, en Anglonormand